# Пятая власть
«Пя́тая власть» (англ. The Fifth Estate) — американо-бельгийский биографический триллер режиссёра Билла Кондона и сценариста Джоша Сингера, посвящённый проекту WikiLeaks. В главных ролях снялись Бенедикт Камбербэтч и Даниэль Брюль. Премьера фильма состоялась в сентябре 2013 года на международном кинофестивале в Торонто; в мировой прокат фильм вышел 18 октября 2013 года, в российский — 24 октября 2013.

## Сюжет
Декабрь 2007 года. Программист Даниэль Домшайт-Берг на конгрессе группы программистов, в Берлине, встречает своего знакомого по чату — находящегося в бегах хакера Джулиана Ассанжа, создателя веб-сайта WikiLeaks, который позиционирует себя как борца за права человека и выкладывает на свой сайт в открытый доступ совершенно секретную информацию. На этом конгрессе Ассанж рассказывает в своём докладе, что один человек может раскрыть все тайны мира, беда в том, что у людей нет храбрых лидеров для этого, поскольку все боятся наказания. Ассанж говорит, что ему присылают информацию тысячи волонтёров, причём система безопасности WikiLeaks настолько усовершенствована, что никто, даже сам Ассанж, не может узнать личности своих информаторов.
После конгресса Ассанж сообщает Бергу, что в базу данных WikiLeaks пришла информация о миллионах краденых денег, хранящихся в швейцарском банке «Юлиус Байер», информаторы представились сотрудниками данного банка. Ассанж поручает Бергу проверить это. Берг успешно выполняет это задание, а также встречается с информатором в Бельгии, о котором ему сообщил один из волонтёров Ассанжа Беллман, и на следующий день всю информацию про «Юлиус Баейр» Ассанж выкладывают в открытый доступ, на сайт. Однако руководство банка, подключив калифорнийских юристов, блокирует доступ к сайту, но Берга и Ассанжа это не останавливает, и они размещают информацию на «зеркальных» сайтах. В результате информация попадает в СМИ и против некоторых клиентов банка заводят дела. А вскоре и разблокируют сайт WikiLeaks.
Обрадованный Берг хочет это отметить со всеми волонтёрами Ассанжа: Беллманом, Джейлимом. Но тут выясняется, что под именами Беллмана и Джейлима скрывался сам Ассанж. Кроме него и Берга больше никто этим делом не занят, к тому же выясняется, что в их распоряжении всего один сервер. Берг шокирован этой ложью. Однако Ассанж рассказывает ему, как в прошлом его самого сдали полиции его бывшие товарищи, что научило его не полагаться на других.
WikiLeaks продолжает публиковать секретную информацию со всего мира, его популярность растёт. Берг уговаривает Ассанжа подключить новые серверы, так как один не справляется с огромным наплывом посетителей сайта. Вдвоём они устанавливают 7 новых серверов в различных городах Европы. Вскоре Ассанж и Берг публикуют информацию о членах британской партии националистов, что приводит к очередному резонансу. Однако на этой почве Берг ссорится со своей девушкой Анке, которая не одобряет деятельности Берга, а Ассанжа откровенно ненавидит, считая, что Берг просто хочет стать им.
Далее WikiLeaks опубликовывает информацию о коррупции в Республиканской партии США и правительстве Перу, о положении заключённых в тюрьме Гуантанамо, о терактах 11 сентября, об Иранской ядерной программе, о коррупции в исландском банке, что приводит к банковскому кризису в Исландии. Ассанж собирается выложить информацию, что полиция Кении создаёт «отряды смерти», однако прежде чем он успевает сделать это, двух его информаторов убивают в Кении. Ассанж винит себя, что не разместил информацию раньше. А друг Берга Маркус ставит под сомнение эффективность системы безопасности сайта. Проверив её, он приходит к выводу, что она уязвима, но Ассанж сердится на Берга, что тот дал доступ к серверу незнакомому человеку. Вскоре в СМИ появляется статья, где основателем WikiLeaks называют Берга. Ассанж злится, что тот присвоил всю славу себе.
Тем временем WikiLeaks заинтересовываются спецслужбы США, которые недовольны тем, что их секретные данные попадают в интернет. За Ассанжем начинают следить. Он показывает Бергу, журналисту Нику Дэвису и его помощнице видеозапись расстрела людей с американского боевого вертолёта, которую прислал военный информатор. Берг уговаривает Ассанжа представить видео в штатах, что приводит к очередному резонансу и волнению в спецслужбах. И вскоре спецслужбы взламывают компьютеры людей Ассанжа, а также выходят на того, кто предоставил WikiLeaks видеозапись и арестовывают его. Информатором оказывается Брэдли Меннинг, который помимо видеозаписи передал WikiLeaks ещё полмиллиона секретных документов. США оказываются на грани международного скандала.
Берг связывается по чату с Ассанжем и тот сообщает, что намерен выложить всю оставшуюся информацию, причем, не проверив её. Берг пытается отговорить его от этого, говоря, что неизвестно, что в этих документах и что могут пострадать невинные люди. Но этим он только вызывает гнев Ассанжа. Встретив Ассанжа в Брюсселе, Берг организует ему встречу с Ником, и тот говорит, что если они хотят оправдать Ассанжа, то надо приравнять всю его информацию к новостям, а для этого её надо отредактировать, убрав то, от чего могут пострадать люди. Ассанж поначалу отказывается, говоря, что «WikiLeaks не редактирует», но потом соглашается и сообщает, что у них есть на редактирование полтора месяца.
Весь персонал газеты Ника начинает массово редактировать информацию Ассанжа, однако когда до конца сдачи остаётся 4 дня, Берг обнаруживает, что они не укладываются в срок из-за астрономического количества документов. Он предлагает Ассанжу перенести дату публикации, но тот решает выложить всю информацию непроверенной и неотредактированной. Берг снова пытается отговорить его, говоря, что могут пострадать информаторы, но Ассанжа волнует только ложь, которая будет раскрыта в результате публикации информации. Берг обвиняет Ассанжа в преследовании личных амбиций. После чего разочаровавшийся в Берге Ассанж увольняет его. А затем начинает поливать грязью в чате, утверждая, что Берг болен параноидной шизофренией и работает на ФБР, а Анке на ЦРУ.
После публикации этих документов Ассанж планирует опубликовать документы дипломатической переписки, касающиеся тирании Каддафи, незаконного введения Россией войск в Грузию и много другого. США начинают отзывать своих информаторов со всего мира, хотя несколько информаторов оказываются убиты вследствие раскрытой информации. Берг, поняв, что Ассанж опасен, взламывает и опустошает базу данных WikiLeaks. Ассанж, обнаружив это, понимает, что теперь им ничего не смогут прислать.
Фильм заканчивается интервью Джулиана Ассанжа, скрывающегося в посольстве Эквадора в Лондоне.

## В ролях
| Актёр               | Роль                                   | Русский дубляж             |
| ------------------- | -------------------------------------- | -------------------------- |
| Бенедикт Камбербэтч | Джулиан Ассанж                         | Александр Ноткин           |
| Даниэль Брюль       | Даниэль Домшайт-Берг                   | Андрей Зайцев              |
| Лора Линни          | Сара Шоу                               | Мария Цветкова-Овсянникова |
| Дэвид Тьюлис        | Ник Дэвис                              | Вадим Романов              |
| Кэрис ван Хаутен    | Биргитта Йонсдоттир                    | Светлана Кузнецова         |
| Алисия Викандер     | Анке Домшайт-Берг                      | Екатерина Тихомирова       |
| Питер Капальди      | Алан Расбриджер, редактор The Guardian | Александр Аравушкин        |
| Дэн Стивенс         | Иэн Катц                               | Андрей Кузнецов            |
| Стэнли Туччи        | Джеймс Босуэлл                         | Дмитрий Стрелков           |
| Энтони Маки         | Сэм Колсон                             | Валерий Соловьёв           |
| Александр Сиддиг    | доктор Тарек Халисех                   | Максим Сергеев             |
| Анатоль Таубман     | Хольгер Старк, немецкий журналист      | Олег Фёдоров               |

## Подбор актёров и съёмки
Изначально на роль Ассанжа планировался Джереми Реннер, а на роль Домшайт-Берга — Джеймс Макэвой.
Первоначальный вариант названия фильма был: «Человек, продавший мир» («The Man Who Sold the World»).
Съёмки начались 23 января 2013 года. Бенедикт Камбербэтч носил три разных парика, вставные зубы и синие контактные линзы, чтобы быть внешне похожим на Ассанжа. На создание заставки ушёл целый год.

## Отзывы
Фильм получил преимущественно отрицательные отзывы критиков: на сайте Rotten Tomatoes 36 % рецензий являются положительными, средняя оценка фильма — 5,4 балла из 10. Порицая сценарий и режиссуру, критики хвалили игру актёров, особенно Бенедикта Камбербэтча, многие отмечали её как главное достоинство фильма.
В картине поднимается проблема того, что можно обнародовать, а что нет, и насколько это имеет отношение к упадку морали в современном обществе.

— Кэти Ван Сайкл для Rolling Stone
В России фильм получил смешанные отзывы: 46 % положительных рецензий от критиков.

### Мнение Ассанжа
Сам Джулиан Ассанж, прочитав первоначальный сценарий, воспринял идею фильма негативно и назвал «сплошной ложью» и «пропагандой», в частности из-за того, что в сценарии были намёки на иранские атомные разработки. Ассанж отказался встретиться с Бенедиктом Камбербэтчем, но затем вступил с ним в переписку по электронной почте, что помогло Камбербэтчу в работе над ролью.
В противовес походу в кино Ассанж призывал смотреть «Медиастан» — документальную картину, в которой журналисты и активисты WikiLeaks отправляются в Казахстан, Таджикистан, Киргизию, Туркмению, Афганистан, чтобы предложить местным СМИ опубликовать разоблачительные материалы. Также герои фильма Йоханнеса Вальстрёма (молодой шведский журналист, сын Исраэля Шамира) встречаются с журналистами The New York Times и The Guardian, чтобы уличить тех в отсутствии свободы слова на Западе.
В октябре 2013 он отправил Камбербэтчу письмо, в котором описал своё отношение к фильму и всё же согласился на встречу.